# Angélica López Gamio
Angélica López Gamio (Buenos Aires; 4 de junio de 1922 - Ibídem; 17 de julio de 2011) fue una actriz argentina, reconocida principalmente por su labor en El amor tiene cara de mujer. Discípula de Antonio Cunill Cabanellas, en su juventud se integró al programa radial ¡Qué vida esta, señor!, que comenzó en 1946. En 1947, formó parte del elenco de la obra La anunciación a María, de Paul Claudel, presentada en el Teatro Municipal de Buenos Aires en compañía de María Luisa Robledo y Myriam de Urquijo. Considerada una «actriz de carácter dulce y buena presencia escénica», integró la Comedia Nacional Argentina y se destacó en obras como La rosa azul, Novelera, Los disfrazados, El conventillo de la Paloma —para la cual obtuvo el protagónico en 1953—, Esquina peligrosa y Así es la vida, en 1967.

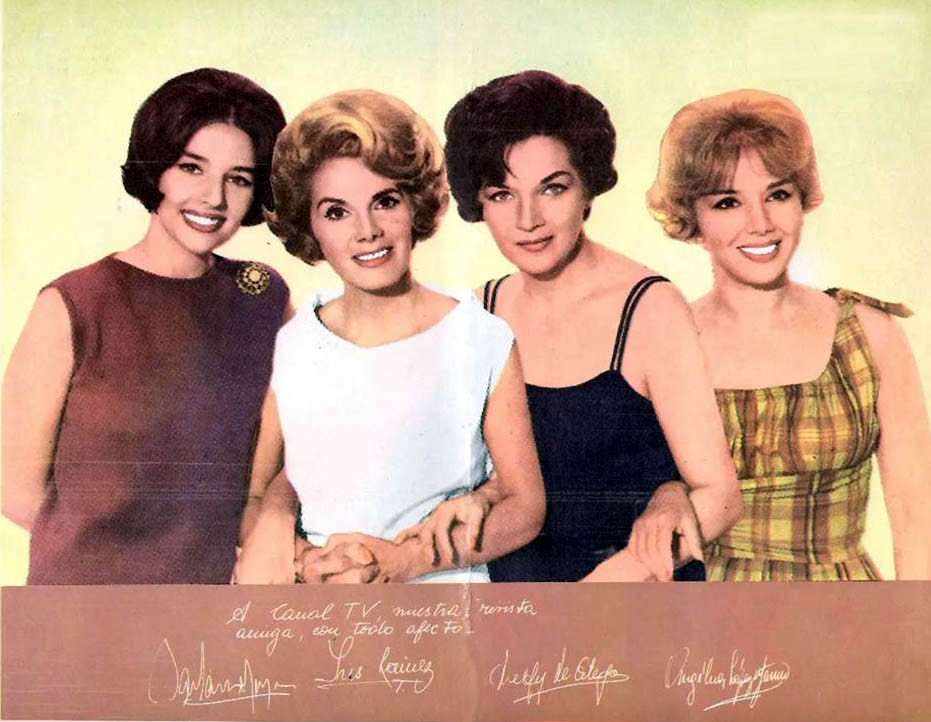
Bárbara Mujica, Delfy de Ortega, Iris Láinez y Angélica López Gamio en épocas de El amor tiene cara de mujer.

Sin embargo, su popularidad se acrecentó notablemente en 1964, cuando integró el cuarteto de protagonistas de El amor tiene cara de mujer, de Nené Cascallar, junto a Delfy de Ortega, Iris Láinez y Bárbara Mujica, donde interpretó a Matilde, una mujer humilde de barrio, sensata y seductora. Emitido por Canal 13, el ciclo se emitió desde 1964 a 1971 y fue uno de los mayores éxitos de la televisión argentina.
Si bien su carrera cinematográfica es muy breve, apareció en Suburbio (1951), de León Klimovsky, y en Locos por la música (1980). También intervino en ciclos televisivos tales como Mujercitas, Nosotras las mujeres, María, María y María, Amor gitano, Entre el amor y el poder, Venganza de mujer, la remake de El amor tiene cara de mujer, que emitió Canal 13 en 1993 y Archivo negro.
Retirada de la actividad artística desde los años de 1990, en 2005 apareció como una invitada en el ciclo de televisión Afectos especiales, conducido por Betiana Blum. Falleció por causas totalmente desconocidas en 2011 a la edad de 89 años, según informó la Asociación Argentina de Actores.

## Filmografía

### Cine
| Año  | Título   | Personaje | Dirección      |
| ---- | -------- | --------- | -------------- |
| 1951 | Suburbio | Paulette  | León Klimovsky |

### Televisión
| Ficciones | Ficciones                   | Ficciones                            |
| Año       | Título                      | Personaje                            |
| --------- | --------------------------- | ------------------------------------ |
| 1960      | La Hora Fate                | Margarita "Ep: Mujercitas"           |
| 1964-1971 | El amor tiene cara de mujer | Matilde                              |
| 1970      | Alta comedia                | Elisa "Ep: Años de amor y coraje"    |
| 1973      | Teatro de Pacheco           | Alfonsina "Ep: Peluquería de barrio" |
| 1975      | Alma rebelde                | Carmen                               |
| 1977      | Viridiana                   | Mirtha Guzmán vda. de Pereyra        |
| 1980      | María, María y María        | Ángela                               |
| 1981      | Los especiales de ATC       | Margaret Von Hood "Ep: Bernardette"  |
| 1981      | La ciudad de dos hombres    | María Fernanda De Los Santos         |
| 1982      | Julián de madrugada         | Berta Olmedo                         |
| 1982      | Amor gitano                 | Georgina                             |
| 1984      | Entre el amor y el poder    | Amalia de Betancourt                 |
| 1986      | Venganza de mujer           | Agustina                             |
| 1994      | El amor tiene cara de mujer | Leticia                              |
| 1997      | Archivo Negro               |                                      |